# ایلزا
ایلزا (به لاتین: Ileza) یک منطقهٔ مسکونی در روسیه است که در استان آرخانگلسک واقع شده‌است.